# Bề mặt feet trên phút
Bề mặt feet trên phút (SFPM hoặc SF) là sự kết hợp của một đại lượng vật lý (tốc độ bề mặt) và một đơn vị thông thường của đế quốc và Mỹ (feet trên phút hoặc FPM). Nó được định nghĩa là số foot tuyến tính mà một vị trí trên một bộ phận quay di chuyển trong một phút. Sử dụng phổ biến nhất của nó là trong việc đo tốc độ cắt (tốc độ bề mặt) trong gia công. Nó là một đơn vị vận tốc mô tả tốc độ cắt của dụng cụ cắt di chuyển nhanh như thế nào. Nó tương quan trực tiếp đến khả năng gia công của vật liệu phôi và độ cứng của vật liệu dụng cụ cắt. Nó cũng liên quan đến tốc độ trục chính thông qua các biến như đường kính dao cắt (đối với dao cắt quay) hoặc đường kính phôi (đối với máy tiện gia công).
SFM là sự kết hợp giữa đường kính và vận tốc (RPM) của vật liệu được đo bằng feet-trên-phút như trục chính của máy phay hoặc máy tiện. 1 SFM bằng 0,00508 m/s (mét trên giây, đơn vị tốc độ SI). Trục quay càng nhanh và/hoặc đường kính càng lớn thì SFM càng cao. Mục tiêu là tạo ra một công việc để có SFM càng cao càng tốt nhằm tăng sản lượng từng phần. Tuy nhiên, một số vật liệu sẽ chạy tốt hơn ở các SFM cụ thể. Khi SFM được xác định với một vật liệu cụ thể (ví dụ: thép không gỉ ex 303 = 120 SFM cho dụng cụ thép tốc độ cao), một công thức có thể được sử dụng để xác định tốc độ trục chính cho công cụ hoạt động hoặc tốc độ trục chính cho vật liệu quay.
Trong một máy xay xát, đường kính công cụ được thay thế cho đường kính vật liệu trong các công thức sau khi dụng cụ cắt quay và nguyên liệu đứng yên.
Tốc độ trục chính có thể được tính bằng phương trình sau:
{\displaystyle {\text{Spindle speed (RPM)}}={\frac {SFM}{\pi \times {\frac {1}{12}}\times {\text{stock diameter (in)}}}}\approx {\frac {SFM}{0.2618\times {\text{stock diameter (in)}}}}}
SFM có thể được tính bằng phương trình sau:
{\displaystyle SFM={\text{stock diameter (in)}}\times \pi \times {\frac {1(ft)}{12(in)}}\times {\text{RPM}}\approx {\text{stock diameter (in)}}\times 0.2618\times {\text{RPM}}}